# قناة سنابل
كانت سنابل تي في محطة تلفزيونية في الضفة الغربية. تأسست عام 1995، وأغلقت في أواخر فبراير 2007.
وفقًا لبرنامج راديو CBC كما يحدث:
«سنابل تي في هي المحطة التلفزيونية الأكثر شعبية في مدينة نابلس في الضفة الغربية. في الواقع، هي المحطة التلفزيونية الوحيدة التي تديرها إدارة محلية في نابلس. وقد أغلقتها القوات الإسرائيلية».